# Becadell comú
El becadell comú (i cegall (ros) i cega a les Balears) (Gallinago gallinago) és una espècie d'ocell de l'ordre dels caradriformes que, als Països Catalans, és abundant en migració i durant l'hivern.
També es coneix com a becada petita, bequet, bequerut, bequeruda al País Valencià, becassí, becassina, boqueruda, buidacananes, escuracananes, mec, cega rosa i cegall a les Balears.

## Morfologia
- Fa 25 cm de llargària total i 39-45 cm d'envergadura alar.
- Cos rodanxó i postura acotada.
- La femella pesa al voltant de 115 g i el mascle 130.
- Té el dors d'un color vermell negrós densament llistat amb bandes ocràcies i que el fa dissimular entremig de les herbes seques i del fang dels aiguamolls.
- Al cap són molt visibles una sèrie de ratlles negres.
- Ventre blanc.
- El pili és vionat de blanc i negre.
- Bec molt llarg (el dels mascles fa 60-70 mm i el de les femelles 64-73), prim i recte.
- Ales punxegudes.
- Potes curtes.

## Subespècies
- Gallinago gallinago gallinago (regió paleàrtica, llevat de les illes Fèroe, Islàndia, Òrcades i Shetland).
- Gallinago gallinago faroeensis (Islàndia, Fèroe, Òrcades i Shetland).
- Gallinago gallinago delicata (Nord-amèrica).

## Reproducció

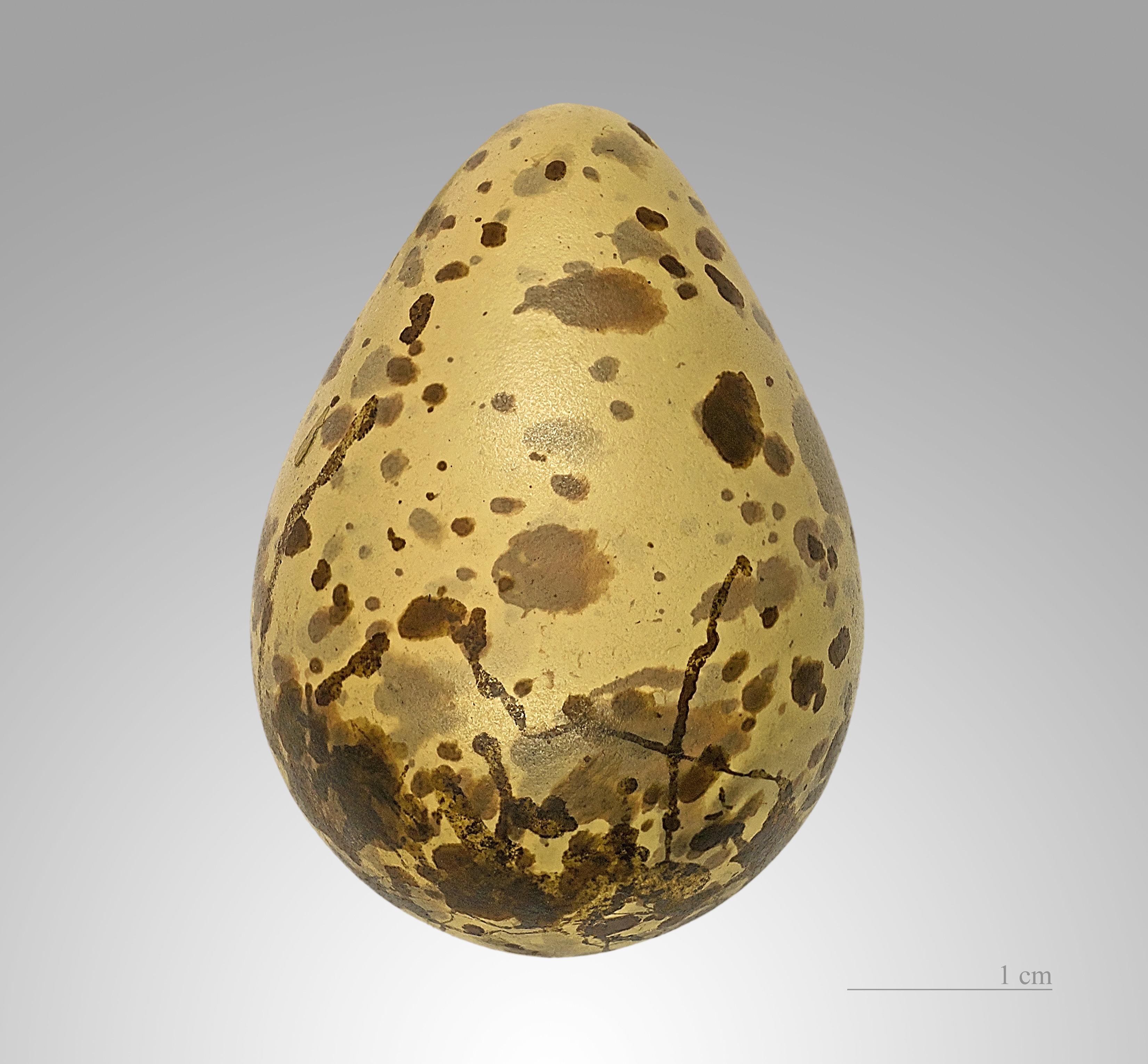
Ou

Nia de l'Europa Central amunt i des de mitjan abril fins al mes d'agost a prats humits i torberes. Els ous, quatre en total, són de color olivaci amb taques de color sípia, i fan 39 x 28 mm. La incubació es perllonga durant 3 setmanes i tots dos pares comparteixen la tasca d'alimentar els petits (es reparteixen la niuada i cada adult té cura dels dos pollets que li pertoquen). Els pollets triguen dues setmanes a aprendre a volar.

## Alimentació
Menja cucs, que troba ficant el bec dins la terra humida, insectes, crustacis, mol·luscs, baies i llavors de plantes de ribera.

## Hàbitat
Viu en maresmes i terrenys pantanosos, tant de l'interior com del litoral, com poden ésser els Aiguamolls de l'Empordà, el Delta de l'Ebre (hi aprofita els arrossars i les llacunes d'aigua dolça) i el del Llobregat. Mai no es troba en terrenys marins.

## Distribució geogràfica
Es troba a Amèrica, Euràsia i Àfrica. Hiverna al nord de Sud-amèrica i Àfrica.
Es pot trobar a totes les zones humides dels Països Catalans, on la seua permanència durant més o menys temps depèn de la quantitat d'aigua disponible. A Mallorca és abundant mentre que a Formentera és bastant escàs, essent moderat a les altres illes de l'arxipèlag balear.

## Costums
- És migrador parcial als Països Catalans (d'octubre a abril), on abunda en alguns indrets.
- Practica un vol en ziga-zaga i molt ràpid, que fa augmentar la dificultat de la seua cacera, però per aquest mateix motiu esdevé per als caçadors una peça molt més cotitzada.
- És molt característic el soroll que l'acompanya quan vola, provocat per la vibració de les plomes externes de la cua.